# Joachim Körkel
Joachim Körkel (* 1954) ist ein deutscher Psychologe und Suchtforscher, der als Professor an der Evangelischen Hochschule Nürnberg lehrt.
Neben seiner Lehrtätigkeit an der Evangelischen Hochschule in Nürnberg unterweist Körkel Ärzte, Psychologen und Sozialpädagogen zum Thema Alkoholabhängigkeit, Alkoholgefährdung und Alkoholentwöhnung. In seinen Schriften wendet er sich unter anderem gegen die rigide Abstinenzorientierung für Alkoholabhängige, die von der überwiegende Mehrheit der Suchtexperten vertreten wird. Für eine von ihm nicht genau definierte Klientel von Alkoholabhängigen empfiehlt Körkel das umstrittene Konzept des „Kontrollierten Trinkens“.

## Schriften (Auswahl)
- Rückfall muss keine Katastrophe sein: ein Leitfaden für Abhängige und Angehörige, Wuppertal: Blaukreuz-Verlag, 1991, ISBN 3-89175-074-9 (auch im Blaukreuz-Verlag Bern erschienen)
- Praxis der Rückfallbehandlung: ein Leitfaden für Berater, Therapeuten und ehrenamtliche Helfer,  Wuppertal: Blaukreuz-Verlag, 1991, ISBN 3-89175-080-3 (auch im Blaukreuz-verlag Bern erschienen)
- Mit dem Rückfall leben: Abstinenz als Allheilmittel?, Bonn: Psychiatrie-Verlag, 1993, ISBN 3-88414-144-9 (mit Günther Kruse)
- Alkoholabhängigkeit erkennen und behandeln: mit literarischen Beispielen, Bonn : Psychiatrie-Verlag, 2000, ISBN 3-88414-244-5 (mit Günther Kruse und Ulla Schmalz)
- Damit Alkohol nicht zur Sucht wird – kontrolliert trinken: 10 Schritte für einen bewussteren Umgang mit Alkohol, Stuttgart: TRIAS, 2008, ISBN 978-3-8304-3353-8.